# Arcelet

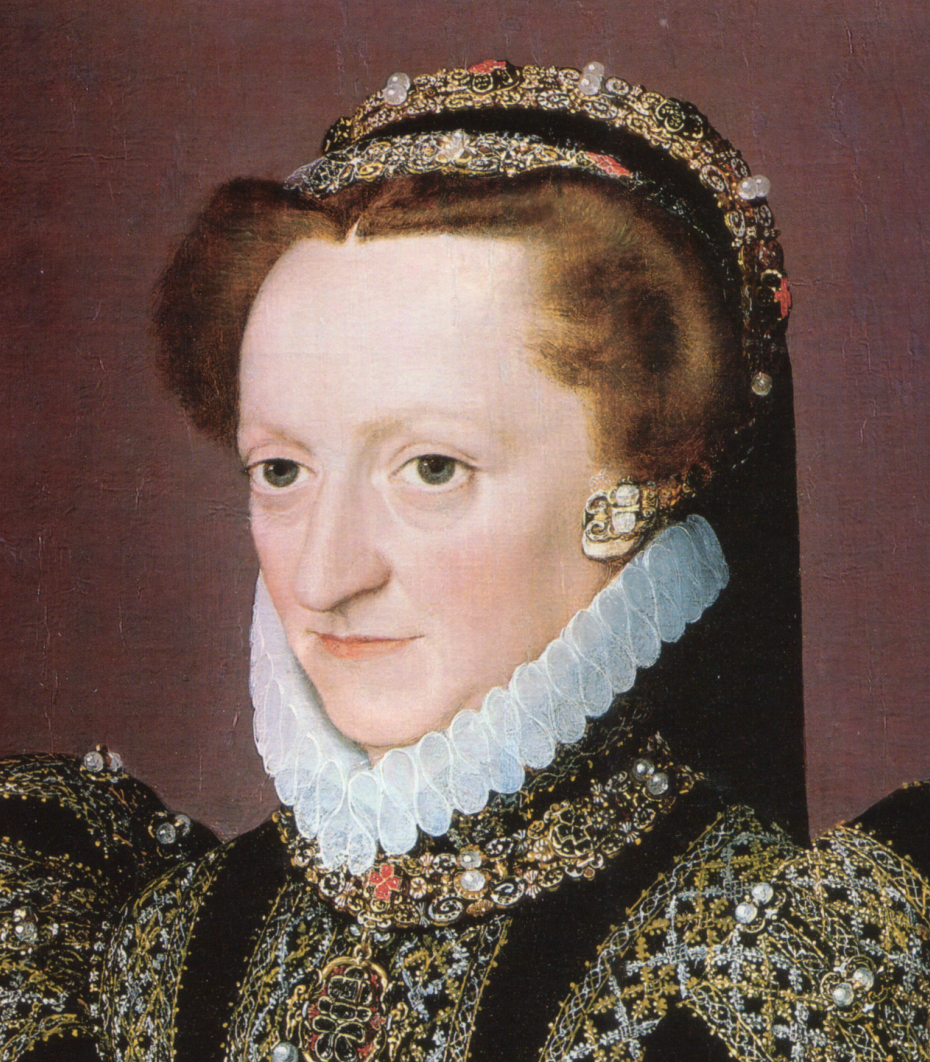
Détail du portrait d'une dame portant un arcelet (huile sur bois, entre 1568 et 1572).

L' « arcelet » ou « arceletz » était une pièce de métal en forme d'arceau (il s'agissait autrefois de fer ou au XIXe siècle de carton, porté sur la tête pour rigidifier certaines coiffes, capots, bonnets ou calots d'enfants ou de femmes.

## Histoire
En France notamment, certaines coiffes féminines, dont d'enfants contenaient cet arceau ou un cercle de fer (au Moyen Âge) dit arcelet. Cet objet pouvait aussi être lui-même, en tant que tel une « sorte de parure en forme d'arceau » ou de diadème.
Par exemple, selon Delisle un solide arcelet devait impérativement soutenir les hautes coiffes et coiffures des femmes de La Mothe-Saint-Héray, qui mesuraient dans les années 1800 jusqu'à 45 cm de hauteur. Il évoque aussi les coiffages « pittoresques » de Saintonge, de l'Aunis, de l'Angoumois.

## Pathologie
Quand il était utilisé chez l'enfant en croissance, il pouvait être une source de déformation importante du crâne, qui persistait chez l'adulte.
Lunier (cité par Delisle) attribue de telles déformations à un arcelet, qui selon Delisle « loin d'être spécial aux femmes du Pellebois, une trop grande importance. C'est un fil de fer de petit diamètre, moins de 1 millimètre, destiné à maintenir dans une position voulue le capot, bonnet ou coiffe, usité dans ce département », mais Delisle estime que la déformation était alors antérieure, due au bandeau et à la calotte qu'on faisait porter aux nouveau-nés et jeunes enfants.